# 國家體育場 (華沙)

國家體育場（波蘭語：Stadion Narodowy）是一座位於波蘭華沙、顶棚可伸缩的足球場。体育场主要用于举办足球比赛，并是波兰国家足球队的主场。球場有58,580個座位，是波兰全国最大的足球场。体育场在2008年開始興建，於2011年11月完工。体育场是在原先的十周年纪念球场址上兴建的，位于波兰首都华沙南布拉加区（Praga Południe）zieleniecka大街上，靠近华沙市中心。体育场有一个可伸缩的PVC屋顶，它可以从球场中心的尖塔上展开。体育场的设计受到了德国法兰克福商业银行球场的启发（该体育场同样拥有可伸缩的顶棚），也与改建后的加拿大温哥华的卑詩體育館相似。
国家体育场是为波兰与乌克兰联合主办的2012年欧洲足球锦标赛而改建的。赛事期间，体育场将会举办揭幕战（A组的一场小组赛）、该组余下的2场小组赛、一场四分之一决赛以及一场半决赛。
体育场包括可以加热的草皮主赛场、训练场、可照明的外立面、地下停车场。华沙国家体育场是一个多功能体育场，可以举办体育赛事、音乐会、文化活动和会议。
2012年1月19日，体育场正式开放。2012年2月29日，波兰国家足球队与葡萄牙国家足球队的比赛成为了新体育场的第一场足球比赛，比赛最后打成0比0平。

## 建筑特点

### 建筑和结构
国家体育场是由Alpine Bau主导，由Alpine Bau Deutschland、Alpine Construction Poland、PBG SA和Hydrobudowa Poland SA联合组成的德国、奥地利、波兰三国企业团承建。建设协议一式三份，共250页（包括60个附件）。完工日期为自合同签订之日起的24个月。大约有1200名员工参加了建设施工过程。

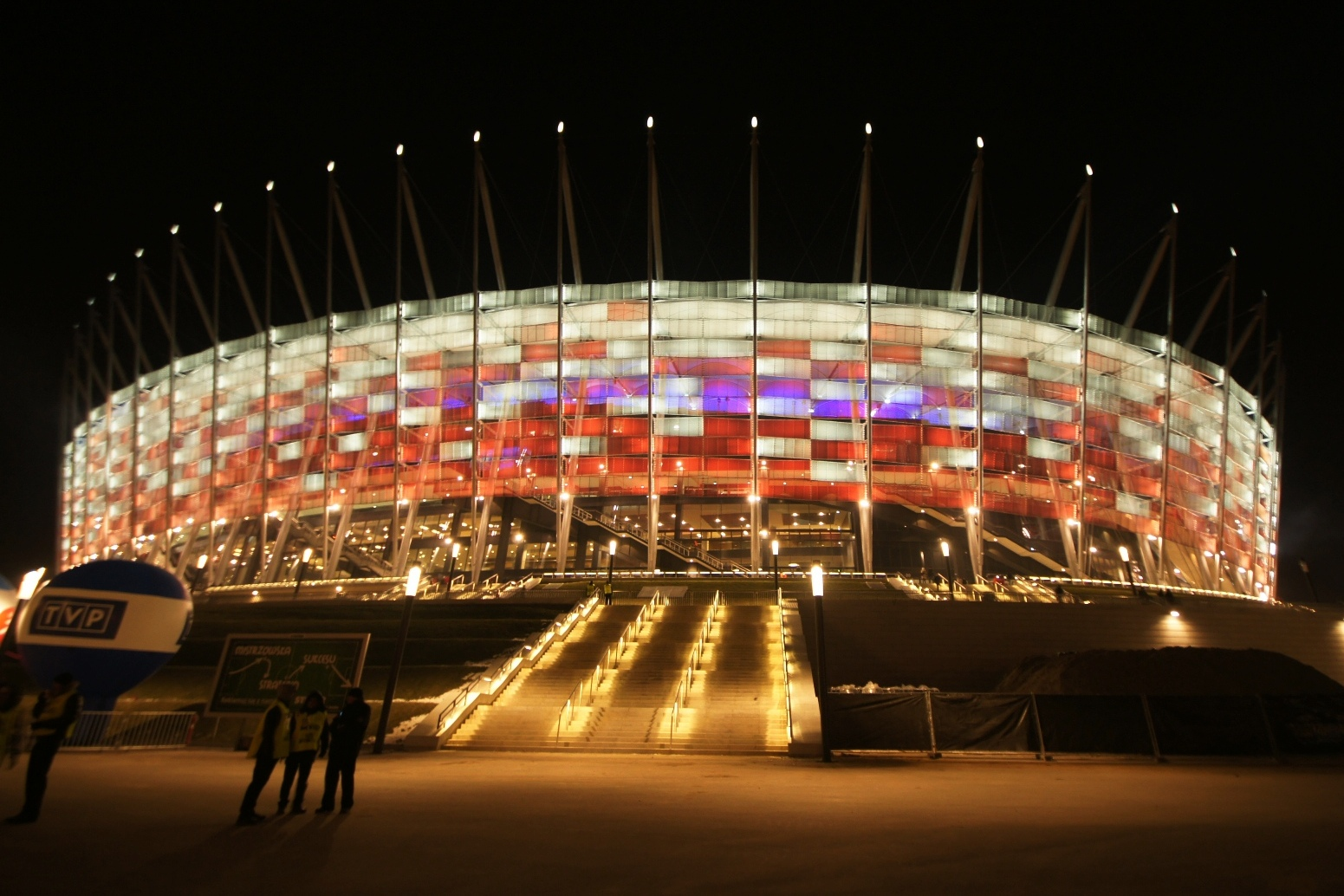
2012年2月29日，波兰国家足球队与葡萄牙国家足球队赛后球场的外墙

承办足球比赛时体育场可容纳58,500名观众，举办音乐会和其他活动时可以容纳72,900名观众（包括106个残疾人席）。体育场的总体积（不含屋顶）超过1,000,000平方米，总面积为204,000平方米。可伸缩的屋顶大小为240×270米。底部边缘总长度924米。中央的尖顶高出维斯瓦河124米，高出球场100米。体育场拥有华沙城最大的会议中心，可容纳1,600人，拥有25,000平方米的商务办公空间。球场地下有可容纳1,765辆汽车的地下停车场。该体育场还设有餐厅、酒吧、一个健身俱乐部和69个豪华包厢。
国家体育场是一个多功能的体育设施，可以承办体育赛事、音乐会和文化活动的。此外，体育场也可以作为办公室、市场、酒店等。因此，预计每天会有大约2000至3000人前往华沙国家体育场。

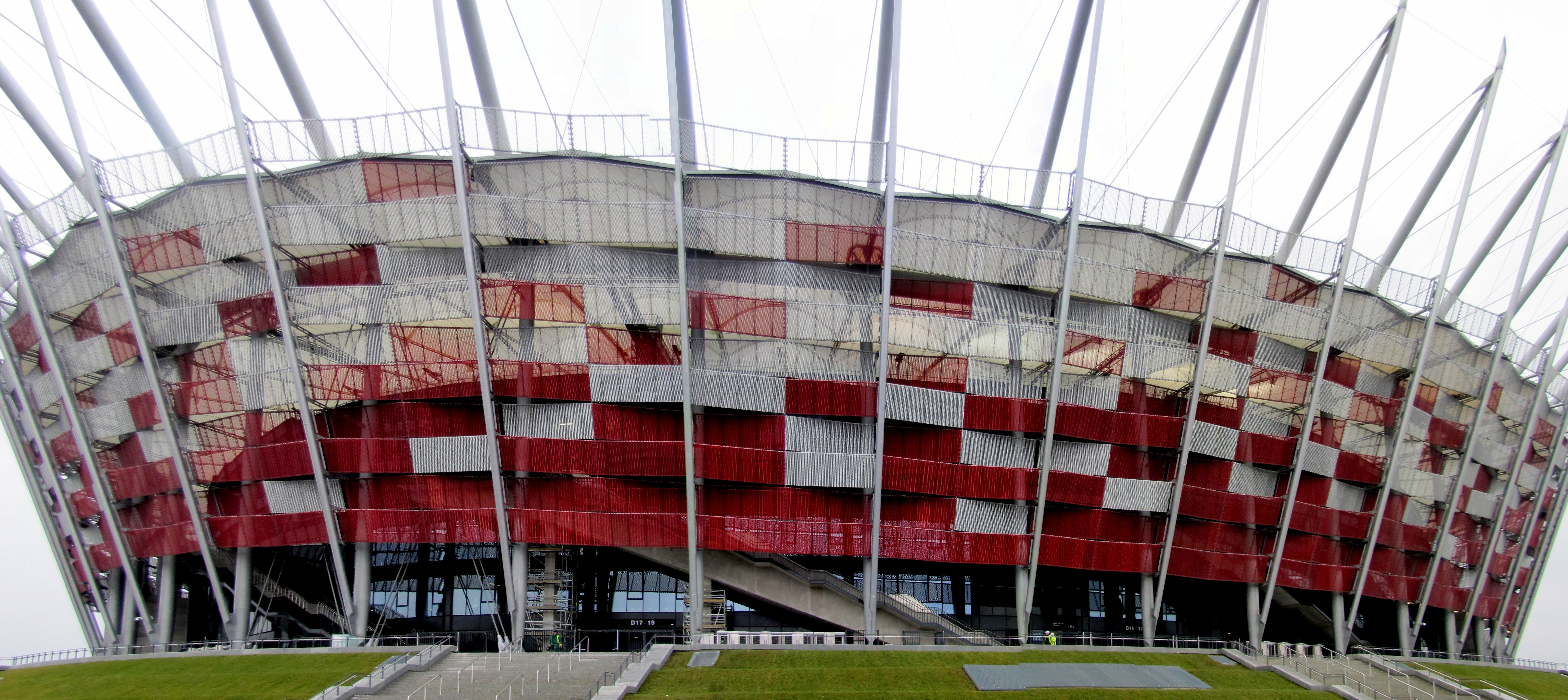
红白两色、皇冠形的华沙国家体育场，红白两色是波兰国旗的颜色

### 外墙
体育场的外墙使用了波兰国旗的红白两色，使得外墙就像一面飘动的波兰国旗（体育场的座位同样也采用了这两种颜色）。外墙由自西班牙进口的有颜色的网包围，遮盖着内部的框架结构。体育场是一个开放式的结构，也就是说外立面不封闭。所以，尽管体育场的屋顶可以封闭，体育场内的的温度却可以和环境温度保持一致。这种外墙结构同样使得看台下的房间可以获得自然通风和自然照明。[9]

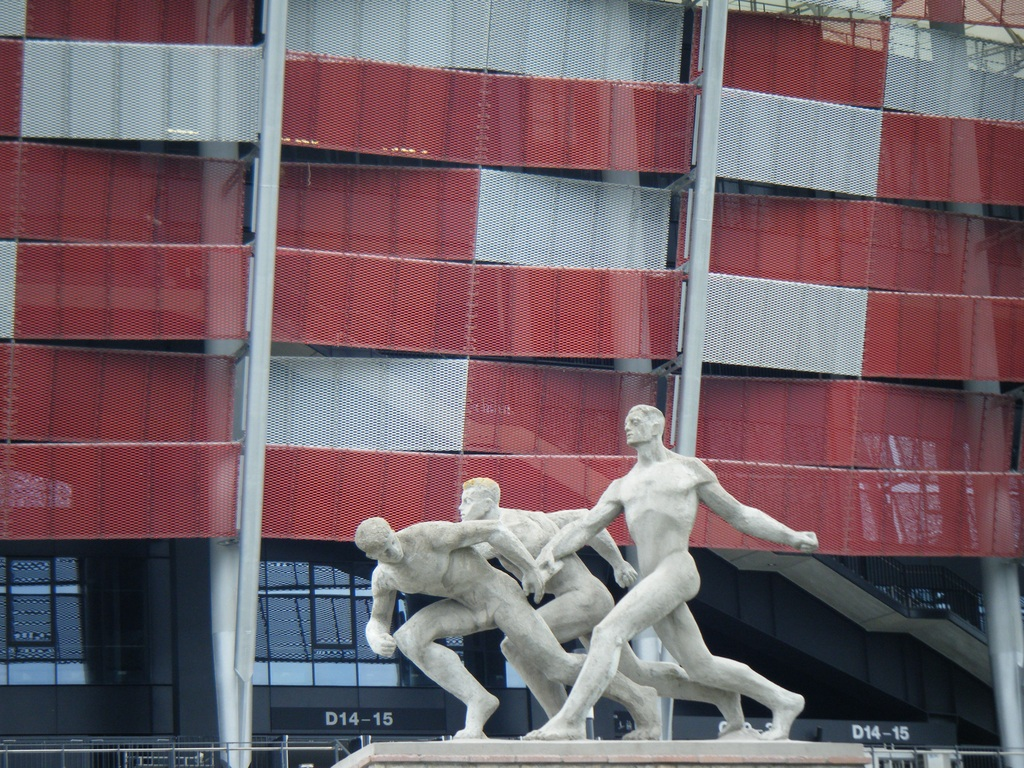
外墙的网状结构

## 外部連結
- Stadion Narodowy Official Site （英文） （波兰語）
- 華沙國家體育場
- Live Webcam
- Webcam（页面存档备份，存于）
- Photo gallery
- Alternative architectural rendering of the new stadium as a 60,000-seater, including surroundings（页面存档备份，存于） （波兰語）